# Calloconophora subinermis
Calloconophora subinermis är en insektsart som beskrevs av Carl Stål. Calloconophora subinermis ingår i släktet Calloconophora och familjen hornstritar. Inga underarter finns listade i Catalogue of Life.